# Ательм
Ательм, иначе Этельхельм (англ. Athelm, Æthelhelm; IX век — 8 января 926 или 8 января 923) — 20-й архиепископ Кентерберийский (923/925—926).

## Биография
Монах монастыря Гластонбери, первый епископ Уэлсский в период примерно с 905—909 до 923—925 года. Провёл обряд коронации короля Уэссекса Этельстана в Кингстон-апон-Темс, о чём упоминал один из первых биографов святого Дунстана Аделард Гентский. Он же утверждал, что Ательм являлся братом Хеорстана, отца святого Дунстана, но ряд исследователей подвергает это утверждение сомнению. Аргументом в подтверждение данной точки зрения также является тот факт, что ни в одной из подлинных англо-саконских жалованных грамот имя Ательма не упоминается, а имя его преемника Вульфхельма упоминается с 923 года. Среди исследователей достаточно широко распространено мнение, что именно Ательм представил юного Дунстана королю Этельстану. В период между 923 и 925 годами Ательм занял кафедру архиепископа Кентерберийского.
На период архиепископата Ательма приходится важное событие в отношениях англосаксонского государства и церкви: король Этельстан лишил Кентерберийского архиепископа права чеканить собственную монету. Два кентерберийских чеканщика продолжили свою работу, но на монетах теперь имелось лишь изображение короля, в отличие от прежних времён, когда на реверсе изображался архиепископ Кентерберийский.
Ательм умер 8 января 926 года, впоследствии канонизирован.